# Коморники (Сьредський повіт)
Коморники (пол. Komorniki, нім. Kammendorf) — село в Польщі, у гміні Шрода-Шльонська Сьредського повіту Нижньосілезького воєводства.
Населення — 340 осіб (2011).
У 1975-1998 роках село належало до Вроцлавського воєводства.

## Демографія
Демографічна структура станом на 31 березня 2011 року:
|          | Загалом | Допрацездатний вік | Працездатний вік | Постпрацездатний вік |
| -------- | ------- | ------------------ | ---------------- | -------------------- |
| Чоловіки | 173     | 44                 | 112              | 17                   |
| Жінки    | 167     | 36                 | 90               | 41                   |
| Разом    | 340     | 80                 | 202              | 58                   |